# Harald Hein (szermierz)
Harald Hein (ur. 19 kwietnia 1950 w Tauberbischofsheim, zm. 20 maja 2008 tamże) – niemiecki florecista i szpadzista reprezentujący RFN, dwukrotny medalista olimpijski i wielokrotny medalista mistrzostw świata.
Na igrzyskach olimpijskich w Monachium w 1972 roku odpadł w pierwszej rundzie turnieju indywidualnego florecistów. W turnieju drużynowym był piąty. Wystartował także w turnieju drużynowym w szpadzie, w którym reprezentacja RFN odpadła w pierwszej rundzie. Na rozgrywanych cztery lata później igrzyskach olimpijskich w Montrealu wspólnie z Thomasem Bachem, Klausem Reichertem, Matthiasem Behrem i Erkiem Sens-Goriusem zwyciężył w turnieju drużynowym florecistów. Indywidualnie zajął dziewiąte miejsce. Brał również udział w igrzyskach olimpijskich w Los Angeles w 1984 roku, gdzie Harald Hein, Matthias Behr, Mathias Gey, Klaus Reichert i Frank Beck zdobyli srebrny medal. W rywalizacji indywidualnej zajął tym razem 25. miejsce.
Podczas mistrzostw świata w Göteborgu w 1973 roku wspólnie z Reinholdem Behrem, Joachimem Peterem, Hansem-Jürgenem Hehnem i Josephem Szepesim zdobył złoty medal w zawodach drużynowych szpadzistów. Na tej samej imprezie razem z Thomasem Bachem, Matthiasem Behrem, Klausem Reichertem i Thomasem Jägerem zdobył srebro w zawodach drużynowych florecistów. W tej samej konkurencji reprezentacja RFN z Heinem w składzie zdobywała następnie złote medale podczas mistrzostw świata w Buenos Aires (1977) i mistrzostw świata w Wiedniu (1983), srebrne na mistrzostwach świata w Barcelonie (1985) i mistrzostwach świata w Sofii (1986) oraz brązowe na mistrzostwach świata w Melbourne (1979) i mistrzostwach świata w Clermont-Ferrand (1981). Ponadto zdobywał medale indywidualnie: srebrny na mistrzostwach świata w Buenos Aires w 1977 roku oraz brązowe podczas mistrzostw świata w Hamburgu w 1978 roku i mistrzostw świata w Barcelonie siedem lat później.
W latach 1969, 1970, 1971, 1976 i 1979 był mistrzem RFN.
Po zakończeniu kariery pracował między innymi jako trener. Zmarł w 2008 roku po długiej chorobie nowotworowej.

## Starty olimpijskie (medale)
Montreal 1976
- floret drużynowo –  złoto

Los Angeles 1984
- floret drużynowo –  srebro